# Durante Duranti (cardinale)
Durante Duranti (Palazzolo sull'Oglio, 5 ottobre 1507 – Brescia, 24 dicembre 1558) è stato un cardinale e vescovo cattolico italiano.

## Biografia
Fin da giovinetto visse a Roma alla corte di Alessandro Farnese, poi papa Paolo III, che lo predilesse e gli affidò l'amministrazione dei suoi beni come prefetto di camera. Successivamente lo avviò alla carriera ecclesiastica e il 25 aprile 1518 gli procurò il canonicato della cattedrale di Brescia. Il 27 luglio del 1518 col consenso di papa Leone X gli furono conferiti contemporaneamente gli ordini minori, il suddiaconato e il diaconato. A partire dal 26 novembre 1523 ricevette vari benefici fra cui la pensione di San Michele di Calino, San Bartolomeo di Reginoldo a Parma, la Pieve di San Siro di Cemmo ed altri.
Nel 1534 fu conclavista e cameriere segreto partecipante di Clemente VII. Successivamente Segretario e familiare di Paolo III che lo nominò castellano e governatore di Roma, protonotario apostolico, conte palatino e vescovo di Alghero dal 28 giugno del 1538.
Il 24 settembre dello stesso anno fu nominato segretario apostolico per passare poi dal 18 febbraio 1541, su presentazione dell'imperatore Carlo V, a Cassano Ionico occupandone i benefici e gli uffici ancor prima di prendere possesso della nuova sede. Contemporaneamente raccolse gli spogli dei precedenti occupanti la sede cassanense.
Nel 1542 ebbe la nomina a segretario apostolico del numero dei partecipanti. Pur essendo titolare della Chiesa di Cassano, non risulta che l'abbia mai raggiunta, ricevendo invece il salvacondotto per recarsi a Brescia il 6 aprile del 1543, per poi ritornare a Roma.
Il 9 ottobre 1544 viene nominato legato di Camerino e Spoleto e il 3 dicembre governatore di Narni nell'Umbria. Il 9 dicembre del 1544 riceve il cardinalato col titolo dei Santi XII Apostoli. Anche se non si recò mai nella diocesi di Cassano, mandò alcuni paramenti sacri e fondò e favorì a distanza diverse congregazioni laicali, ottenendone appoggi e indulgenze particolari presso la Curia Romana.
Il 18 febbraio 1551 rinunciò alla Chiesa di Cassano preferendo il trasferimento alla sede di Brescia. Conservò tuttavia il titolo di vescovo di Cassano con relativa pensione.
Anche a Brescia raccolse benefici e nel 1554 si dedicò alla pubblicazione dell'Ordo divinorum officiorum iuxta S.R.E. ritum e le Constitutiones et ordinationes Ecclesiae Brix...  apud Ludovicum Britannicum anno MDLII.
La sua visita pastorale della diocesi non andò mai oltre la Cattedrale.
Denunciò l'espandersi dell'eresia con la presenza a Brescia di Pietro Paolo Vergerio nel 1556.
Operò con fermezza per la riforma dei monasteri subendo minacce e aggressioni. In particolare nel 1553 il capitano Giulio Naldi, il cavaliere Faustino Ferrazzi Avogadro e il conte Venceslao Martinengo lo aggredirono nella sua camera con insolenze e minacce per essersi opposto alle licenze che essi si prendevano con le monache.

## Fortuna
La sua fortuna fu molto maggiore dei suoi meriti. Pur essendo riconosciuto da molti come dotto nelle lettere e nella giurisprudenza, fu molto discusso nella sua veste di pastore e riformatore. Molti furono i benefici ecclesiastici ottenuti per i suoi parenti, tanto che prima di morire tentò invano di assicurare la sua successione al nipote Alessandro, senza però ricevere l'assenso di Paolo IV.
È nota la feroce avversione per il Duranti da parte di Benvenuto Cellini, che ce lo dipinge come uno scaltro petulante cortigiano, avido di denaro e di onori, capace perfino di aver attentato alla sua vita. Godé invece il favore di tanti suoi concittadini, e alla sua morte il 24 dicembre del 1558 fu sepolto nel Duomo vecchio. I Musei di Brescia conservano ancora il suo sigillo.

## Genealogia episcopale
La genealogia episcopale è:
- Cardinale Juan Pardo de Tavera
- Cardinale Durante Duranti